# Liste der Stolpersteine in Köflach

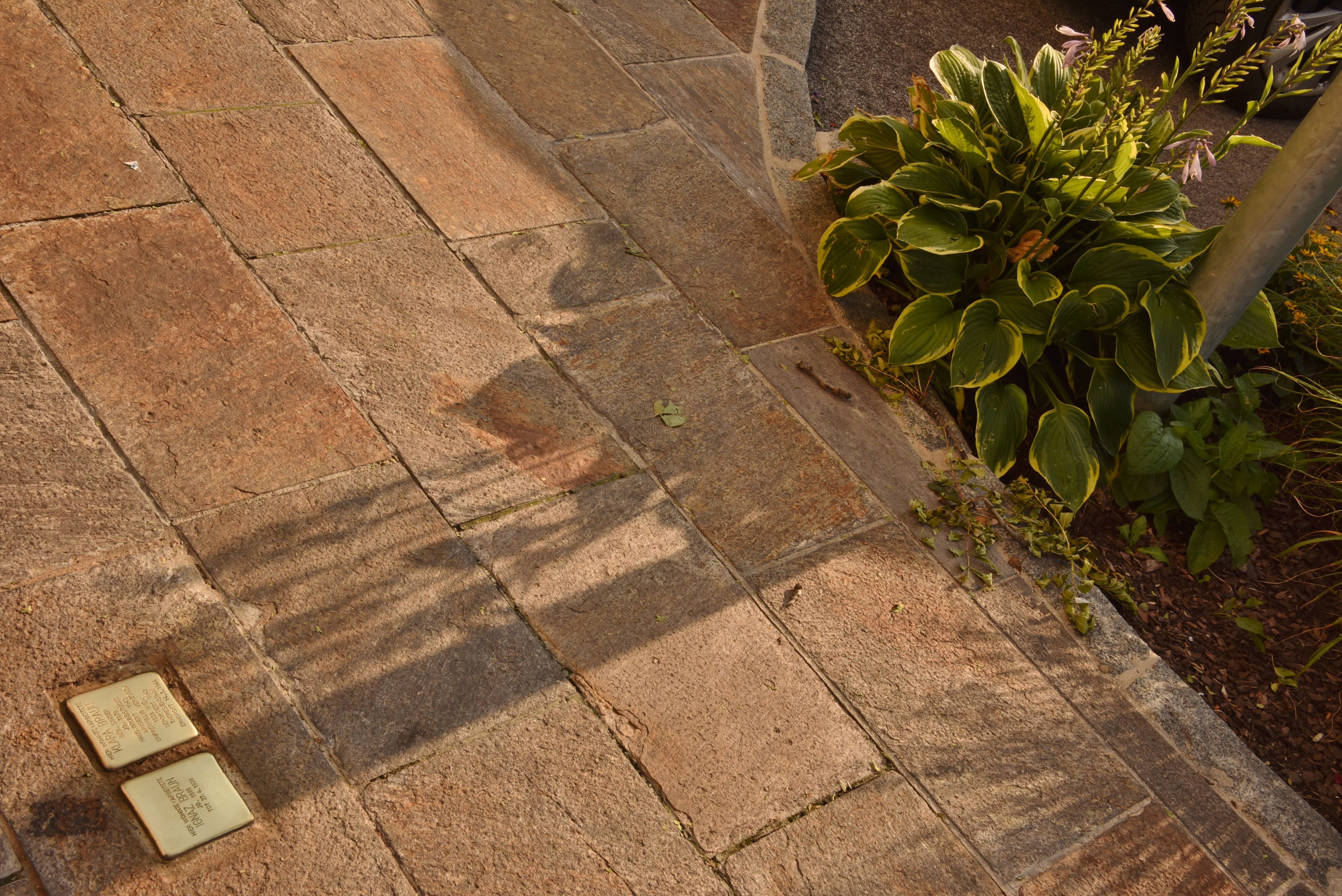
Stolpersteine für das Ehepaar Braun, den einzigen Juden Köflachs

Die Liste der Stolpersteine in Köflach enthält die Stolpersteine der Stadt Köflach, die an das Schicksal der Menschen erinnern, welche von den Nationalsozialisten in Österreich ermordet, deportiert, vertrieben oder in den Suizid getrieben wurden.
Die Stolpersteine werden in der Regel von Gunter Demnig verlegt, vor dem letzten freigewählten Wohnort des NS-Opfers.

## Liste der Stolpersteine
In Köflach wurden drei Stolpersteine an zwei Adressen verlegt.
| Stolperstein | Inschrift | Verlegeort         | Name, Leben |
| ------------ | --- | ------------------ | --- |
|              | HIER WOHNTE / ARBEITETE IGNAZ BRAUN JG. 1865 TOT 27.4.1938 | Hauptplatz 3       | Ignaz Braun wurde 1865 in Schlaining, damals zu Ungarn gehörend, geboren. Er hatte vier Schwestern. Braun heiratete im Jahr 1906 Klara Singer. Das Paar lebte in Köflach, wo es ein Gemischtwarengeschäft betrieb. Laut Zeitzeugen hätten sie mittellosen Menschen lange Zahlungsaufschub gegeben oder die Schulden sogar gestundet. Als Klara Braun ein Vermögensverzeichnis abliefern musste, nannte sie 9000 Reichsmark als offene, uneinbringliche Außenstände, da die Schuldner Arbeiter und Bergleute wären. Ignaz Braun erkrankte im April 1938 und kam in das Sanatorium Hansa nach Graz, wo er am 27. April 1938, kurz nach der Annexion Österreichs, starb. Drei seiner Schwestern wurden zusammen mit seiner Witwe 1942 deportiert, seine Witwe und diese drei Schwestern überlebten die Shoah nicht. Eine weitere Schwester konnte sich rechtzeitig durch Flucht nach Palästina retten. |
|              | HIER WOHNTE / ARBEITETE KLARA BRAUN GEB. SINGER JG. 1870 HAUS, GRUNDSTÜCKE ARISIERT 1943 UNFREIWILLIG VERZOGEN 1938 WIEN DEPORTIERT 1942 THERESIENSTADT ERMORDET 14.3.1944 | Hauptplatz 3       | Klara Braun, geborene Singer, wurde am 21. Dezember 1870 in Máriková, damals noch zu Ungarn gehörend, geboren. Sie war das älteste Kind von Jakob Singer und seiner Frau Rosa, geborene Kohn. Sie hatte sechs Geschwister, darunter Samuel und Regine, später verheiratete Bendiner. Klara Singer heiratete 1906 Ignaz Braun. Das Paar lebte in Köflach, wo sie ein Gemischtwarengeschäft am Hauptplatz 3 betrieben. Nach dem Tod ihres Mannes 1938 verkaufte sie das Geschäft und sie zog zu ihrer Schwester Regine nach Graz. Das Paar besaß weitere Grundstücke, die als Gärten verpachtet waren und 1939 zwangsweise verkauft werden mussten; ein weiteres noch unbebautes Grundstück wurde 1942/1943 vom Deutschen Reich beschlagnahmt. Auf dem Grundstück sollte ein Haus für SS-Angehörige gebaut werden, der Rohbau war 1945 fertig. Die Republik Österreich übernahm das Gebäude und vermietete es an Köflach. Es befand sich im Gebäude die Gendarmerie, von 1948 bis 1965 befand sich im Erdgeschoss das Gemeindeamt, heute befindet sich dort die Polizei. Klara Braun wurde 1939 nach Wien zwangsumgesiedelt in eine Sammelwohnung für Juden in der Großen Stadtgutgasse 24 im 2. Wiener Gemeindebezirk. Von Wien wurde sie zusammen mit drei ihrer Schwägerinnen 1942 nach Theresienstadt deportiert. Klara Braun wurde dort am 14. März 1943 ermordet. Für das Wohnhaus gab es nach 1945 ein Rückstellungsverfahren, welches mit einem „Vergleich“ zwischen den Erben der Brauns und dem Erben des nichtjüdischen Käufers, der 1945 verstorben war, endete. |
|              | HIER WOHNTE VIKTOR SUPPAN JG. 1904 IM WIDERSTAND/KPÖ VERHAFTET 19.7.1941 „HOCHVERRAT“ TODESURTEIL 29.7.1942 HINGERICHTET 7.10.1942                                         | Kinderheimstraße 2 | Viktor Suppan (1904–1942) |

## Verlegedatum
Die erste Verlegung erfolgte am 3. Juli 2022. Planung und Organisation erfolgte durch den Verein für Gedenkkultur in Graz, die Köflacher Stadtgemeinde und das Kunsthaus Köflach. Verlegt wurden für das Ehapaar Braun, den einzigen in Köflach lebenden Juden. Am 7. Oktober 2023 wurde ein weiterer Stolperstein verlegt, gewidmet dem Widerstandskämpfer Viktor Suppan, der 1942 wegen Hochverrats hingerichtet wurde.